# Skt. Laurentius
Skt. Laurentius (født omkring 230 i Toledo i Spanien, død 10. august 258 i Rom, Italien) er en katolsk helgen. Navnet kommer fra latin Laurentius, "den beærede", og navnet Lars er afledt af det; på engelsk hedder han Saint Lawrence, og svenskerne kalder ham St. Lars.
Laurentius var skatmester og en af syv diakoner i Rom. En legende fortæller at han, efter at pave Sixtus 2. blev henrettet, fordelte kirkens skatter til de fattige. Dette var da imod kejser Valerians befaling. For dette blev Laurentius stegt levende. Han blev begravet på kirkegården Campus Veranus, dog er hans hoved i Vatikanet.
Siden 354 har han været fejret den 10. august. I kunsten afbildes han ofte med en stegerist (dødsmåden) eller en pengepung (det som fremprovokerede henrettelsen). Han er de fattiges, de forbrændtes og brandvæsenets helgen.

## Skt. Laurentius i Danmark
- skytshelgen for Esbønderup.
- Fraugde Kirke på Fyn blev viet til Skt. Laurentius d. 10 november 1314. Der formodes at have været et kalkmaleri på triumfvæggens top af Skt Laurentius's martyrdød.[kilde mangler]
- I Roskilde Domkirke er Skt. Laurentius afbildet i Helligtrekongers Kapel med en bog og den rist, han blev stegt på.
- I Bryndum Kirke ses kalkmalerier af Skt. Laurentius, og kirken er højst sandsynligt viet til denne helgen.
- Ølgod Kirke hed oprindeligt St. Laurentius kirke. På døbefonten fra 1455 er der et relief af St. Laurentius.
- På Hammershus på Bornholm findes en afbildning af den rist, som Laurentius blev ristet på.
- Østerlars Kirke på Bornholm er viet til Skt. Laurentius
- I Herlev bys våbenskjold indgår en rist til ære for Laurentius, og klokken i Herlev Kirke er indviet i hans navn.
- Sankt Laurentii Kirkeruin fra 1125 og det bevarede kirketårn kan ses i Roskilde
- Sankt Laurentii Kirke i Kerteminde er viet til Skt. Laurentius.
- Også i Skagen spiller Skt. Laurentius en betydelig rolle. Den Tilsandede Kirke i Skagen hedder egentlig Sct. Laurentius Kirke. Hovedgaden i Skagen hedder Sct. Laurentiivej. Og i Skagens byvåben ses risten, som Skt. Laurentius blev stegt på.

I Norge er Nidarholm kloster og Utstein Kloster viet til Skt. Laurentius. Laurentius var også Firenzes og slægten Medicis skytshelgen.
Navnet Laurentius findes i Danmark i formerne Lau, Lars, Laurits, Laust og Lasse. Den kvindelige variant af navnet Laurentius er Laurentia, som i Danmark er blevet til Laura.